# Nikon F3
La Nikon F3 è la fotocamera professionale SLR per pellicola 35 mm più evoluta con messa a fuoco manuale prodotta dalla Nikon.

## Storia
È stata costruita dalla Nippon Kogaku K. K. (oggi Nikon Corporation) in Giappone dal 1980 al 2000, cessando la produzione quando il mercato era ormai dominato dalle successive F4 e F5 autofocus. Evoluzione delle Nikon professionali che l'hanno preceduta, la F3 vede l'introduzione dell'automatismo a priorità di diaframmi, il mantenimento del mirino intercambiabile ma con l'esposimetro alloggiato all'interno del corpo macchina, cosicché la misurazione esposimetrica è disponibile con qualunque visore.
Disegnata da Giorgetto Giugiaro, la Nikon F3 si propose al mercato come macchina professionale, automatica, indirizzata prevalentemente ai professionisti che vedevano i loro corredi F2 evolversi verso una macchina più aderente ai tempi.
Nella sua lunga storia, essendo rimasta in produzione 20 anni, ha subito diverse versioni, mantenendo il corpo macchina compatibile a tutte le versioni presentate.
Nata con un mirino standard, che comunque consente il 100% della visione, venne poi commercializzata in versione F3HP (High Eyepoint), la cui differenza risiede nel mirino DE3 che permette la possibilità di garantire la visione a circa due cm dall'oculare, comodo soprattutto per i portatori di occhiali. 

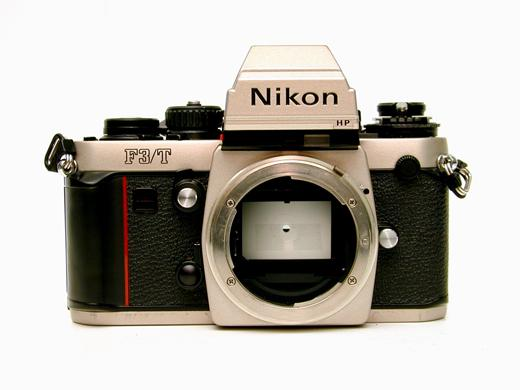
Nikon F3 Titan

## Altre versioni
Nella sua storia, furono poste in vendita due versioni in titanio (F3/T), la prima in color champagne, esteticamente valida ma più delicata della seconda verniciata nera.
La versione F3/AF, dotata di mirino AF, è la prima concreta realizzazione in casa Nikon di una macchina autofocus, seppur limitata all'utilizzo di due obiettivi Nikkor speciali (80 mm, 200 mm), mentre con gli obbiettivi Nikkor AIs il mirino AF suggeriva tramite led l'indicazione di corretta messa a fuoco.
Nikon F3 Limited, posta in vendita solo in Giappone, e F3P sono variazioni della macchina, su suggerimento dell'ambiente professionistico,  che introducono lievi modifiche quali l'eliminazione dell'autoscatto, un pulsante di scatto più elevato sul corpo macchina, una migliore tropicalizzazione e, nel caso della F3P, la slitta con contatto caldo sul tetto del mirino Hp.
Nella sua lunga carriera, fu realizzata anche una versione Highspeed, con specchio fisso semiriflettente, abbinata ad una versione speciale del motore MD-4 e con cadenza fino a 13 ftg al secondo.
Nikon F3 chiude la sua carriera nel 2000 con l'introduzione sul mercato di una versione “F3 Hp 1980-2000” commemorativa, a celebrazione del ventennio di produzione, venduta in un cofanetto di legno con il logo 1980-2000.

## Caratteristiche
- Fotocamera reflex automatica a priorità dei diaframmi
- Visualizzazione dei dati nel mirino tramite display LCD illuminabile
- Mirini intercambiabili (5 mirini intercambiabili, 22 schermi di messa a fuoco)
- Tempi di posa: da 8 s a 1/2000, B e T
- Tempo meccanico a 1/80 s
- Gamma sensibilità: ASA 12-6400
- Sistema di misurazione con lettura semi-spot a forte prevalenza centrale (80/20)
- Otturatore: a tendina in titanio sul piano focale
- Sincro-flash: terminale PC e contatto diretto con sincro X, 1/80 s
- Predisposizione per motore MD-4
- Peso: 700 g